# AT&T Building (Nashville)
AT&T Building (dříve South Central Bell Headquarters nebo BellSouth Building) je nejvyšší budova Tennessee, která stojí ve městě Nashville. Má 33 pater a výšku 188 m a byla postavena v roce 1994 podle projektu společnosti Earl Swensson Associates, Inc.